# Nogaro
Nogaro is een gemeente in het Franse departement Gers in de regio Occitanie. De plaats maakt deel uit van het arrondissement Condom en van het gemeentelijk samenwerkingsverband Communauté de communes du Bas-Armagnac. Nogaro telde op 1 januari 2022 2.226 inwoners.

## Geschiedenis
Nogaro is ontstaan in 1055 als sauveté, een dorp gesticht rond een kerk. Deze plaats werd uitgekozen omdat ze op een kruispunt van wegen lag. De kerk Saint-Nicolas werd in 1060 ingewijd door de aartsbisschop van Auch. De kerk kreeg later een kapittel van kanunniken en kanunnikessen.

## Geografie
De oppervlakte van Nogaro bedroeg op 1 januari 2022 11,06 vierkante kilometer; de bevolkingsdichtheid was toen 201,3 inwoners per km². Nogaro ligt in de streek Bas-Armagnac.

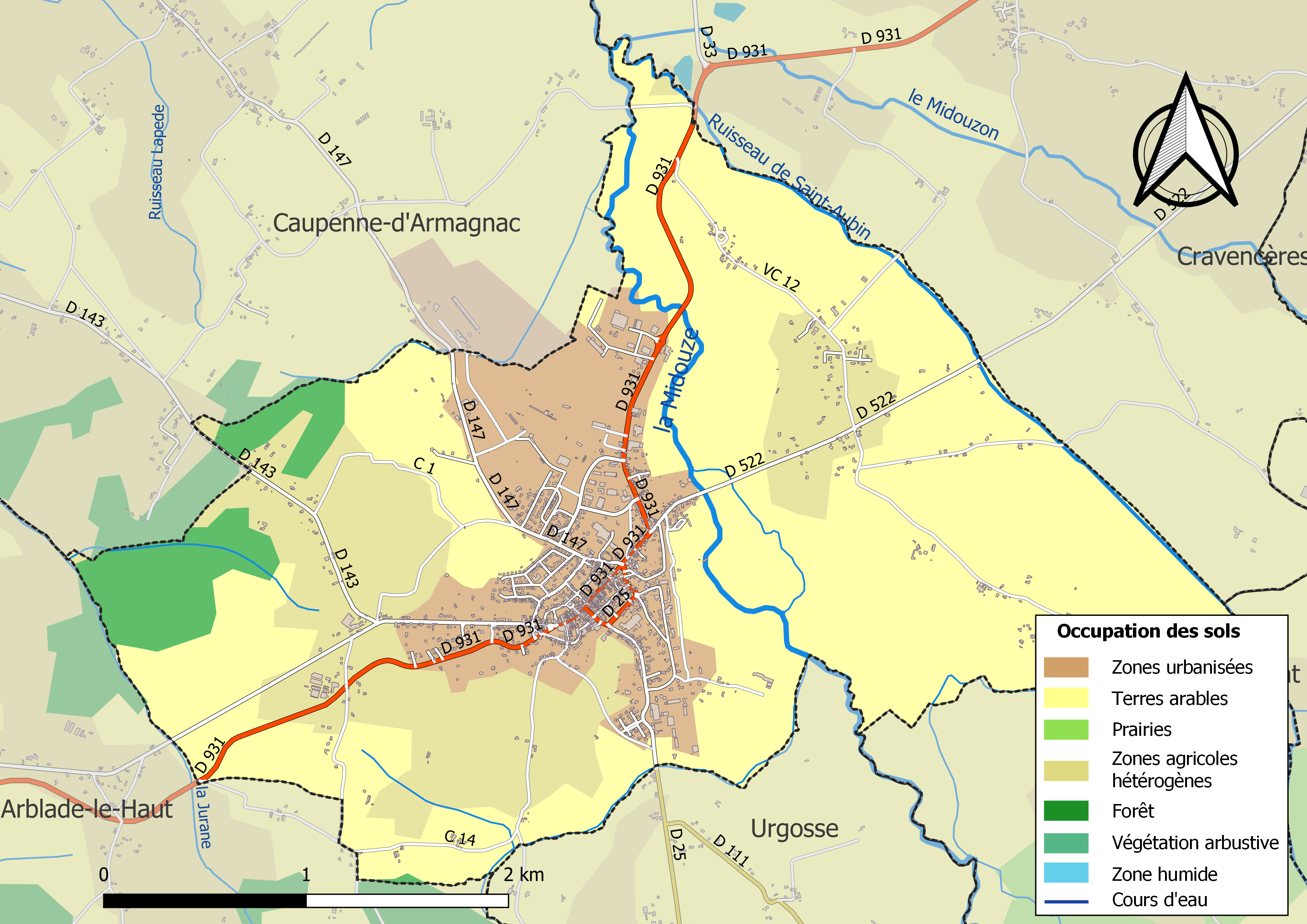
Kaart van de gemeente met belangrijkste infrastructuur, bodemgebruik en omliggende gemeenten

## Demografie
Onderstaande figuur toont het verloop van het inwonertal (bron: INSEE-tellingen).

## Sport
Nabij Nogaro bevindt zich het Circuit Paul Armagnac voor automobielraces. Nogaro was één keer aankomstplaats van een etappe in wielerkoers Ronde van Frankrijk. Op 4 juli 2023 won de Belg Jasper Philipsen er de etappe, waarbij de finish lag op het Circuit Paul Armagnac. Bij dit circuit ligt ook een luchthaven voor sportvliegtuigen, uitgebaat door de Aéroclub André Malibos.

## Geboren
- Michel Sarran (1961), kok